# Gordan Bakota

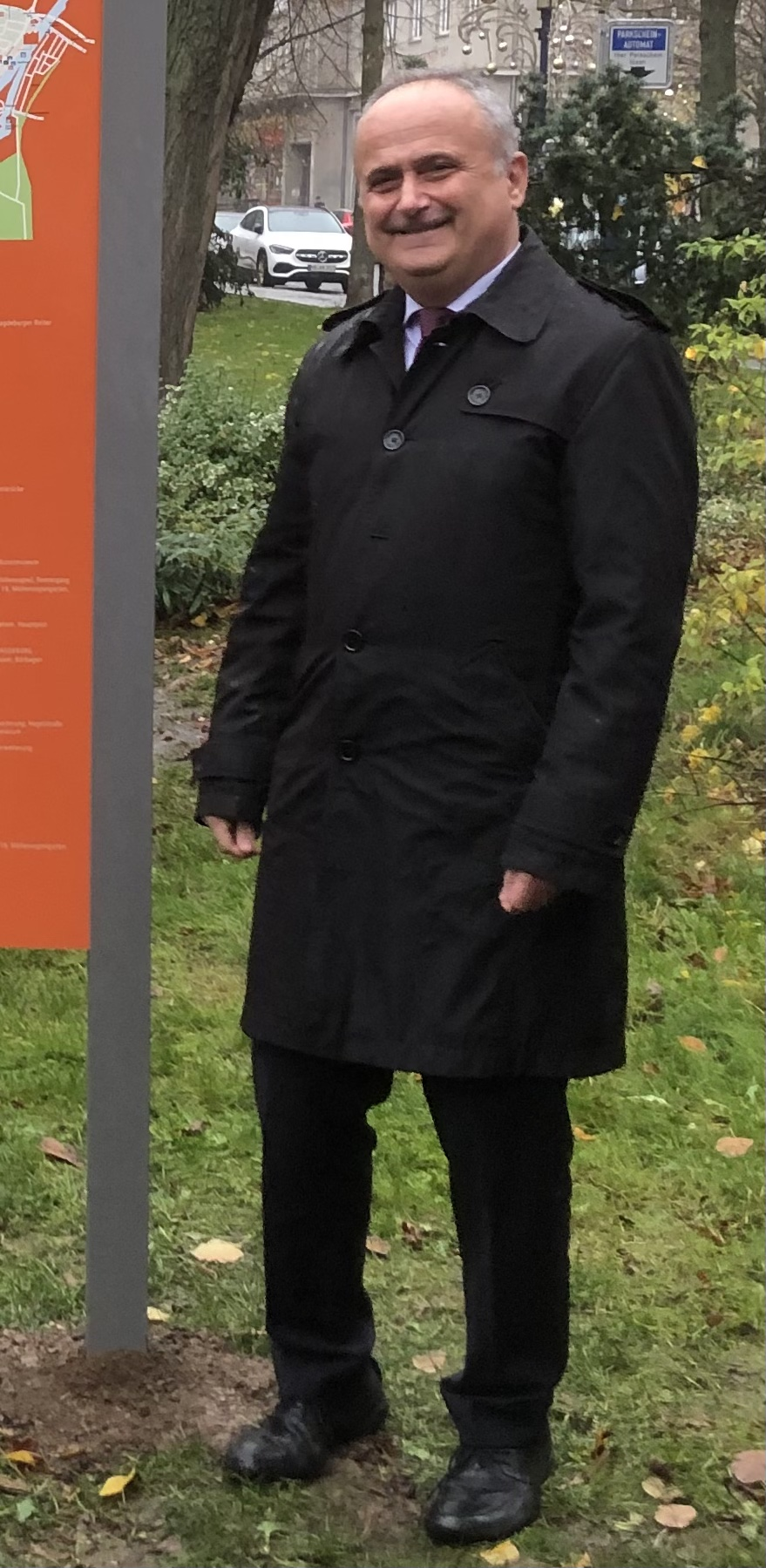
Gordan Bakota, 2022 in Magdeburg

Gordan Bakota (* 13. Januar 1967 in Zagreb) ist ein kroatischer Diplomat. 

## Leben
Bakota studierte Rechtswissenschaften an der Universität Zagreb. Nach Abschluss des Studiums war er für die kroatische Staatsanwaltschaft und für die Konsularabteilung des kroatischen Außenministeriums tätig. Er trat in den diplomatischen Dienst Kroatiens ein und wirkte ab 1993 als Vizekonsul des Landes im Generalkonsulat in Zürich in der Schweiz. 1997 schloss er ein Studium an der diplomatischen Akademie Zagreb ab. In den Jahren 1998 und 1999 war er Leiter der Konsularabteilung der kroatischen Botschaft in Belgrad. Von 2000 bis 2003 erwarb er einen postgradualen Abschluss in Internationalem Handel, Umgang mit und Verständnis der aktuellen Bedrohung durch den Terrorismus in der internationalen Gemeinschaft und Konfliktlösung im internationalen Umfeld. 2003 bis 2005 wirkte er als Staatssekretär im Außenministerium. Von 2005 bis 2011 war er als kroatischer Botschafter in der Türkei in Ankara eingesetzt. Zugleich war er auch für Afghanistan, Kirgistan, Tadschikistan, Turkmenistan und Usbekistan akkreditiert. Einen weiteren Botschafterposten hatte er ab Februar 2011 in Österreich in Wien inne. Seit dem 7. Januar 2020 ist er als Nachfolger von Gordan Grlić Radman kroatischer Botschafter in Berlin in Deutschland.
Neben Kroatisch spricht Bakota auch Deutsch und Englisch.